# Municipio de Rolland
El municipio de Rolland (en inglés: Rolland Township) es un municipio ubicado en el condado de Isabella en el estado estadounidense de Míchigan. En el año 2010 tenía una población de 1305 habitantes y una densidad poblacional de 14,04 personas por km².

## Geografía
El municipio de Rolland se encuentra ubicado en las coordenadas 43°29′55″N 85°0′56″O / 43.49861, -85.01556. Según la Oficina del Censo de los Estados Unidos, el municipio tiene una superficie total de 92.97 km², de la cual 92,63 km² corresponden a tierra firme y (0,37 %) 0,34 km² es agua.

## Demografía
Según el censo de 2010, había 1305 personas residiendo en el municipio de Rolland. La densidad de población era de 14,04 hab./km². De los 1305 habitantes, el municipio de Rolland estaba compuesto por el 94,94 % blancos, el 0,77 % eran afroamericanos, el 0,69 % eran amerindios, el 0,31 % eran asiáticos, el 0,23 % eran de otras razas y el 3,07 % eran de una mezcla de razas. Del total de la población el 1,69 % eran hispanos o latinos de cualquier raza.